# هيلين أليس
هيلين أليس (بالإنجليزية: Helen Ellis)‏ (1950)؛ كاتِبة، قاصة وروائية أمريكية.